# Громоло
Громоло (також тарабарщина) — це вид гри мовою, яка складається з послідовності образних, але нісенітних буквених і словесних конструкцій.
Громоло використовується у формі театру імпровізації, в якому окремі речення або цілі діалоги можуть відбуватися мовою Громоло. Проте глядачі та актори повинні максимально зрозуміти дію через міміку та жести мовців Громоло. Таким чином, використання Громоло, крім розваги, служить також тренуванню невербальної мови акторів.
Громоло також використовується в галузі радіоелектронної боротьби для перешкоджання радіозв'язку. Стрічки, що містять тарабарщину, схожу на мову відповідних цільових формувань (або загальну тарабарщину), транслюються засобами перешкод з метою введення в оману розвідки противника або впливання на радіомережі.

## Іноземне Громоло
Особливою формою Громоло є створення таких нісенітних слів, які нагадують певну іноземну мову. Однак для цього потрібні знання про типові звуки цієї мови, наприклад, гортанний звук «х» в арабській або німецькій мові. Прикладом такого Громоло (загалом звуконаслідувальних чи макаронічних ігрових мов) є псевдонімецька манера розмови, використана Чарлі Чапліним у його фільмі-сатирі «Великий диктатор» (1940). Як «Аденоїд Гінкель» він каже щось на зразок: «Демократія Штонк! Свобода Штонк! Свобода слова Штонк!»

## Інші приклади
Прикладом бернського Громоло є оповідання Ds Totemügerli Франца Голера. Холер розповідає цю історію, використовуючи багато повністю вигаданих слів, але вони мають сенс у контексті. Інші приклади Громоло можна знайти в книгах Джона Леннона: твори Пишу як пишеться (оригінальна назва In His Own Write, 1964) та Іспанець у колесі (в оригіналі A Spaniard in the Works, 1965) містять кілька віршів, які в англійському оригіналі та в німецькому перекладі складаються переважно з безглуздих слів (тарабарщини). Інші приклади Громоло можна знайти у звуко-наслідувальних текстах дадаїзму; відомий приклад — «Урсоната» (1923—1932) німецького дадаїста Курта Швіттерса. Громоло також використовується у сфері графічного дизайну у вигляді тексту-заповнювачу. Метою таких «заповнювачів» є використання засобів дизайну для ілюстрації друкарського шрифту (вибір шрифту, макет), навіть якщо тексти для роботи, які потрібно розробити, ще недоступні. Прикладом є псевдолатинський нісенітний текст Lorem Ipsum.

## Веб-посилання
- Громоло в театрі імпровізації

## Індивідуальні докази
1. ↑  John Lennon: In seiner eigenen Schreibe. Rowohlt Taschenbuch Verlag, Reinbek bei Hamburg, 1981. ISBN 3 499 14832 3